# Johannes van Ibelin
Johannes van Ibelin (1177 - 1236) was heer van Ibelin, Beiroet en constable-regent van Jeruzalem.
Johannes van Ibelin was een zoon van Balian van Ibelin en Maria Komnenos, weduwe van koning Amalrik I van Jeruzalem. In 1194 werd hij aangesteld als constabel van Jeruzalem als rechterhand van zijn halfzuster Isabella van Jeruzalem. In 1197 krijgt hij ook het leenschap over Beiroet, nadat de stad veroverd is door Duitse kruisvaarders. Vanaf 1205 regeerde hij Jeruzalem in naam van zijn nicht Maria van Jeruzalem die nog te jong is om te regeren.
In 1236 ging Johannes van Ibelin op campagne met de Hospitalers en Tempeliers tegen de moslims; bij die de veldtocht viel hij van zijn paard en zijn paard viel weer op zijn lichaam en drukte hem dood.

## Familie
Johannes van Ibelin huwde twee keer; eerst met Helvis van Hephin, het huwelijk bleef kinderloos, een tweede keer met Melisende van Arsoef, met wie hij vijf kinderen kreeg:
- Balian van Beiroet (overl. 1247)
- Johannes van Arsoef (1211 - overl. 1258)
- Hugo (van Ibelin) (overl. 1238)
- Boudewijn (van Ibelin) (overl. 1266)
- Guy (van Ibelin) konstabel van Cyprus

Wapen van Ibelin